# トルキスタン国家弁務官区

トルキスタン国家弁務官区
Reichskommissariat Turkestan (ドイツ語)

国歌: Das Lied der Deutschen（ドイツ語）ドイツ人の歌（1番のみ）
トルキスタン国家弁務官区の位置(計画)

トルキスタン国家弁務官区 (トルキスタンこっかべんむかんく、ドイツ語:Reichskommissariat Turkestan、RKT) とは、第二次世界大戦中、ナチス・ドイツが東方生存圏の一環として計画していた国家弁務官区。中央アジアのソ連領を領域としていた。

## 概要
トルキスタン国家弁務官区の歴史は古く、バルバロッサ作戦以前に遡る。ナチス幹部のアルフレート・ローゼンベルクは、ドイツがソ連の極東まで支配できるのかという疑問を抱きつつ、生存圏の計画に中央アジアを含めた。
この計画は、アドルフ・ヒトラーにより、大ゲルマン帝国を獲得するという目的を達成していないために棚上げされ、ローゼンベルクは当面の間、ソ連のヨーロッパ地域に仕事を集中させるよう指示された。
ローゼンベルクは1942年8月以降、ベルリンを拠点とする東部占領地域省の後援の下、ナチスに協力的なトルキスタン全国委員会を率いていたウズベキスタン人移民ヴェリ・カイユン・ハンからトルキスタン問題に関する助言を受けた。
ローゼンベルクの計画では、中央アジアの5つのソビエト共和国(カザフSSR、ウズベクSSR、トルクメンSSR、タジクSSR、キルギスSSR)を領域とする予定であった。
枢軸国のアジア分割計画でもドイツ領となる予定であったが、実現を見ることなく終戦を迎えた。